# Raoul Hirtzler
Raoul Hirtzler (* 3. Juli 1923 in Karlovac; † Februar 2002) war ein jugoslawischer Mediziner.
Er studierte Medizin an der Universität Zagreb und war ab 1946 Dozent am dortigen Institut für Allgemeine Pathologie und Pathologische Anatomie. Nach Tätigkeiten in Krankenhäusern und einem Forschungsaufenthalt in London erfolgte 1956 die Habilitation an der Universität Zagreb, wo er 1963 außerordentlicher, 1970 ordentlicher Professor wurde. Zu seinen Forschungsschwerpunkten gehörte die Onkologie.

## Werke
- Carcinommetastasen in der Milz, In: Zeitschrift für Krebsforschung, Band 59.1953, S. 552–560